# 平有紀子
平 有紀子（たいら ゆきこ、1988年4月22日 - ）は、日本の女性ファッションモデル。所属事務所はフック（HOOK）。埼玉県出身。大妻女子大学卒業。

## 略歴
- 2009年より現在の事務所に所属。それ以前は『Hana*chu→』、『Popteen』にて読者モデルとして活躍。[3]
- 2009年より雑誌『Ray』の専属読者モデルとなり、2015年1月号（2014年11月23日発売）まで務めた[4]。
- 2009年に週刊誌『FLASH』が実施している「ミスFLASH 2009」の準グランプリに選ばれる[1]。
- 2014年12月9日、自身のブログで同年11月2日に結婚・披露宴を挙げたことを明かした[4]。
- 2015年2月22日、第一子となる男児を出産[5]。

## 人物
- 特技：書道（十段）
- 趣味：読書（伊坂幸太郎の愛読者）、買い物、DVD鑑賞
- 3歳上の姉がいる[6]。
- 大学の後輩であった黒坂優香子（Silent Siren）[7]や、Popteenでも共働したことのある石川沙織[8]と仲が良い。

## 出演

### テレビ
- 嬢識〜知りたGirly〜 - 第2期生（テレビ朝日　2009年）[3]
- はねるのトびら（フジテレビ　2009年）[3]
- 読モ!（日本テレビ　2010年7月17,24日,10月から毎週土曜）
- ZIP!（日本テレビ　2011年4月 - 2014年3月）

### 雑誌
- Ray（主婦の友社）専属読者モデル

### DVD
- ミスFLASH2009 平有紀子（2009年）